# NK Istok Podšpilje
NK Istok, hrvatski nogometni iz Podšpilja, najstariji nogometni klub na otoku Visu.

## Povijest
Osnovao ga je 1919. M. Kordić, također i predsjednik kluba. U jednom razdoblju uslijedio je prekid rada. Obnova rada bila je 1949. godine. Klub je djelovao i do 1960. natjecao se u prvenstvu splitskoga nogometnog podsaveza 1960. godine.